# Francis Stewart, V conte di Bothwell
Francis Stewart V conte di Bothwell (dicembre 1562 circa – novembre 1612) fu commendatario dell'Abbazia di Kelso e del Priorato di Coldingham, fece parte del Consiglio privato e fu Lord Gran Ammiraglio di Scozia. Come il suo patrigno Archibald Douglas (prima del 1540 – dopo il 1587) Francis ebbe una certa attitudine ai complotti e come lui morì in disgrazia. Egli era primo cugino di Giacomo VI di Scozia, entrambi erano nipoti di Giacomo V di Scozia, suo zio materno era James Hepburn, IV conte di Bothwell uno dei primi sospettati per aver ordito la morte di Enrico Stuart, Lord Darnley, padre di Giacomo VI.

## Il promettente inizio
Francis nacque attorno al dicembre 1562 da John Stewart (1531circa-novembre 1563) e Jane Hepburn. Suo padre era uno dei figli illegittimi di Giacomo V di Scozia, mentre sua madre veniva dalla nobiltà scozzese e suo fratello era James Hepburn, IV conte di Bothwell, che, come abbiamo visto, organizzerà l'assassinio di Enrico Stuart, Lord Darnley, secondo marito di Maria Stuarda, che succedette al padre Giacomo sul trono di Scozia. Si crede che Francis sia nato in una Casatorre a Morham, nel 1565 Maria regalò al piccolo Francis un set di cortine da letto in saia rossa.
A dispetto della giovanissima età nel 1564 Francis venne creato signore di Badenoch ed Enzie e nel 1566 fu nominato commendatario, nominale, per l'abbazia di Culross e non passarono che due anni quando venne fatto commendatario per l'Abbazia di Kelso che scambiò con John Maitland, I Signore Maitland di Thirlestane (1537 – 3 ottobre 1595) che prese invece la carica di commendatario per il Priorato di Coldingham che detenne fino al 1570 quando le sue proprietà e titoli vennero confiscati dalla corona. Quando Maitland perse il priorato al suo posto subentrò tale Alexander Home che declinò l'incarico che andò a finire nelle mani di Francis.
Quando egli era ancora bambino stilò un documento noto come Great Seal in cui confermava se stesso e i propri eredi quali tenutari delle baronie e delle terre che erano appartenute ai conti di Bothwell, queste comprendevano il Castello di Hailes, Yester, Dunsyre, Morham, il Castello di Crichton, Wilton, Bothwell e molti altri sceriffati sparsi in giro per la Scozia.
Nel 1577 presso il Castello di Stirling suo cugino Giacomo VI di Scozia creò Francis conte di Bothwell alla presenza del suo reggente James Douglas, IV conte di Morton, quattro giorni prima che egli sposasse Margaret Douglas, figlia di David Douglas, VII conte di Angus. Francis compì i propri studi presso l'Università di St. Andrews prima di partire per il continente nel 1578 dove studiò a Parigi e Rouen, tornò in patria nel 1582 quando suo cugino lo richiamò a casa.

## La carriera militare
Il 29 maggio 1583 Giacomo, contro il parere dei propri consiglieri, lasciò Edimburgo, si fermò al Palazzo di Linlithgow e, accompagnato dai conti di Mar, Angus, Bothwell e Marischal si diresse verso il Falkland Palace. Il 13 maggio del 1585 a Francis venne ordinato di assistere i Guardiani delle Marche Scozzesi che in quel periodo dovettero fronteggiare diverse ribellioni. Nel giugno dell'anno dopo Francis fu fra coloro che vennero incaricati dal re di stendere un'alleanza militare fra l'Inghilterra e la Scozia che venne siglato formalmente il 5 luglio.
Nel 1587 Elisabetta I d'Inghilterra fece giustiziare Maria Stuarda, Maria era da molti anni prigioniera della cugina e si credeva che decapitazione della madre del re dovesse, o potesse, sfociare in un'invasione dell'Inghilterra, azione che Giacomo disapprovava vivamente.
Il 10 maggio, tre mesi dopo la morte di Maria, nel corso di una lite fra le diverse fazioni della corte Francis venne accusato di aver assaltato e razziato il castello di Stirling nel novembre 1585, lui e gli altri accusati protestarono la loro innocenza e il re gli credette ponendo fine alla questione.
L'8 luglio di quello stesso anno egli venne chiamato a contrarre un giuramento presso il Consiglio che lo nominò Guardiano di Liddesdale con il compito di mantenervi la pace, dal 29 dello stesso mese entrò a far parte del Consiglio Privato, un organismo che egli aveva frequentato già dal 1582.
Nel 1581 Francis era stato nominato Lord Gran Ammiraglio e il 1º agosto 1588 in virtù della sua carica gli venne ordinato di resistere all'avanzata dell'Invincibile Armata che si stava dirigendo verso le coste scozzesi. Il 12 novembre il comandante della nave battente bandiera svedese Unicorn, Frederick Freis, portò all'attenzione del Consiglio il fatto che Francis gli aveva confiscato la nave, il consiglio diede ragione a Freis e ordinò a Francis di restituire l'imbarcazione.

## Il fuorilegge
Francis insieme a George Gordon, I marchese di Huntly ed altri nobili venne accusato di tradimento per aver radunato un'armata allo scopo di sequestrare il re all'Holyrood Palace, egli si arrese l'11 maggio del 1589 e il processo iniziò il 24, vennero tutti considerati colpevoli, ma le sentenze non vennero eseguite per il riguardo che il re aveva verso di loro. Due anni dopo, nel 1591, Francis venne di nuovo arrestato con l'accusa di stregoneria con l'intento di ottenere, attraverso di essa, la morte del sovrano. Il 15 aprile venne portato al Castello di Edimburgo e il 21 iniziò il processo.
Queste accuse nacquero in concomitanza del matrimonio di Giacomo con Anna di Danimarca che avevano avuto luogo nel settembre del 1589 con una cerimonia per procura, subito dopo ella doveva partire per la Scozia, ma tre tempeste ritardarono per tre volte la partenza tanto che l'ammiraglio danese attribuì tali eventi alla stregoneria. Quelle stesse tempeste causarono sul Forth di Jane Kennedy, la donna che Giacomo aveva designato come capo delle dame di compagnia della moglie. Il re ordinò quindi a Francis, quale Gran Ammiraglio di mettere insieme una flotta ed andare a recuperare Anna, egli disse che i costi sarebbero stati piuttosto alti e Giacomo raccolse la somma necessaria quindi partì egli stesso per andare dalla sposa. Francis rimase in patria, incaricato di governare insieme al consiglio. Nel 1590 iniziarono i primi processi di stregoneria in relazione alla tempeste, gli accusati sotto tortura ammisero la natura soprannaturale degli avvenimenti, nel luglio dello stesso anno la danese Anna Koldings (morta 1590) fu arrestata con l'accusa di aver provocato le tempeste. A tirare in ballo Francis fu una delle accusate scozzesi, Agnes Sampson (morta 28 gennaio 1591) secondo la quale il diavolo le sarebbe apparso mostrandole un ritratto di Giacomo che sarebbe stato "consumato" proprio su richiesta di Francis, anche un altro accusato, Ritchie Graham, fece il nome di Francis che venne arrestato nell'aprile del 1591.
Francis evase dal castello di Edimburgo il 22 giugno persuaso che dietro tutto ci fosse John Maitland, I Signore Maitland di Thirlestane, tre giorni dopo venne dichiarato fuorilegge. In dicembre riuscì a entrare a Holyroodhouse per cercare di fare pace con il re e la regina o, secondo i suoi accusatori, per ucciderli. Voci che volevano Francis a Morham o a Coldingham convinsero il re a radunare degli uomini e a partire in direzione est nel gennaio del 1592, poco dopo la partenza il cavallo del re lo gettò in una pozza d'acqua e Giacomo dovette essere tratto in salvo e l'impresa venne abbandonata. Nei primi mesi del 1592 Francis scrisse al clero di Edimburgo rinnegando ogni accusa, il 7 aprile Giacomo si pose di nuovo sulle tracce di Francis, attraversando il Forth per poi dirigersi a nord, avendo udito che Francis era stato a Dundee, dopodiché il consiglio privato denunciò Patrick Gray, VI signore di Gray (morto 1612) e suo fratello Robert di aver assistito il fuggiasco.
Il 5 giugno il Parlamento di Scozia si riunì dopo cinque anni e si pronunciò perché Francis fosse privato dei titoli, delle terre e degli incarichi, il 28 dello stesso mese Francis a capo di circa 300 uomini attaccò il Falkland Palace con l'intento di mettere le mani sul sovrano. Giacomo e Anna erano stati preavvertiti e i loro cortigiani di fiducia li portarono al sicuro nella torre. Il 29 e il 30 giugno furono promulgati i mandati di cattura per lui e i suoi complici, anche ai razziatori dei confini venne ordinato di dargli la caccia, ma il 7 agosto le ricerche vennero sospese, nello stesso periodo tutti i sostenitori di Francis vennero arrestati.
Altre ricerche vennero fatte in autunno, ma senza esito, infine si seppe che Francis era finito nel nord dell'Inghilterra e Giacomo chiese a Elisabetta di consegnarglielo.

## La fallita riconciliazione
Francis venne formalmente accusato da un atto del parlamento il 21 luglio 1593, il giorno dopo egli riuscì a raggiungere Giacomo nelle sue camere private e, insieme ad altri considerati suoi complici, protestò la sua innocenza e la sua fedeltà alla corona, il sovrano li credette e venne raggiunto un accordo per concedergli il perdono datato al 14 agosto. Il 10 agosto Francis venne chiamato a rispondere, una volta per tutte, delle accuse di stregoneria e venne giudicato innocente.
Giacomo però non aveva finito con lui e mentre era a Stirling il 7 settembre egli cospirò con gli oppositori di Francis per revocare il perdono, messaggeri regi vennero spediti presso il palazzo dove risiedeva Francis comunicandogli che i termini del perdono erano cambiati, perché l'accordo restasse in piedi egli doveva andare in esilio.
All'inizio Francis parve prendere la cosa con grazia, ma sentendosi tradito ai primi di ottobre organizzò un esercito che fu visto nei pressi di Linlithgow, non si sa se Francis fosse con loro o meno, ma l'11 ottobre venne spiccato un mandato contro di loro e il 25 vennero dichiarati ribelli.
Il consiglio privato ordinò che venissero radunati degli uomini presso Stirling e il 2 aprile 1594 gli eserciti di Francis e di Giacomo si scontrarono sul campo presso l'Arthur's Seat, vi fu poco spargimento di sangue, mentre il re rimase a Burgh Muir, Francis restò a Dalkeith sulla strada per gli Scottish Borders. Lungo la strada la popolazione lo accolse con discreto calore, forse pensando che alla fine sarebbe stato lui ad avere la meglio.
In mezzo alla povertà in cui si era ritrovato e privo di supporto Francis cambiò religione, una nuova accusa che il consiglio gli mosse il 30 settembre 1594 fu di essere divenuto un cattolico, alleandosi con altri cattolici, quali George Gordon, William Douglas, X conte di Douglas (1552 – 3 marzo 1611), Francis Hay, IX conte di Errol (30 aprile 1564 – 16 luglio 1631) contro il re che si diresse verso nord per attaccarli. La loro alleanza fallì e Gordon ed Hay acconsentirono a lasciare il paese.

## La fine in povertà
Giacomo revocò definitivamente il proprio perdono e un'altra accusa di tradimento venne spiccata contro di lui il 18 febbraio 1595 lo stesso giorno in cui il suo fratellastro Hercules venne giustiziato. Egli lo aveva aiutato, ma era stato catturato e dopo che gli era stato promesso che sarebbe stato risparmiato venne impiccato.
Fino all'aprile di quell'anno Francis rimase nei pressi delle Isole Orcadi e di Caithness fino a che non partì per la Francia approdando in Normandia, sentendo questo Giacomo scrisse a Enrico IV di Francia perché venisse bandito, richiesta che non venne esaudita. Fra il 1598 e il 1601 Francis andò in Spagna e si credette che fosse stato visto a Londra dopo essere partito da Gravelines o Dieppe. Infine Francis si stabilì a Napoli dove visse in povertà e dove morì nel novembre 1612 dopo aver udito della morte di Enrico Federico Stuart nel quale sperava per poter riavere i propri beni. Il Viceré di Napoli Pedro Fernández de Castro organizzò per Francis dei funerali sontuosi.

## Il matrimonio e i figli
Il 1º dicembre 1577 Francis sposò Margaret Douglas, figlia di David Douglas, VII conte di Angus (1515 – 1558) che era già vedova di Sir Walter Scott, i due insieme ebbero:
- Francis Stewart, conte di Bothwell (1584 circa – 1641), come suo padre fu commendatario dell'Abbazia di Kelso e dopo la morte del padre, nonostante la confisca, usò il titolo di conte di Bothwell. Dopo essersi sposato con Isobel Seton, figlia di Robert Seton, I conte di Winton (1553 – 22 marzo 1603) ottenne, il 30 luglio 1614, la restituzione di parte delle proprietà di famiglia, e solo nel 1630 con il regno di Carlo I d'Inghilterra egli riebbe tutti gli averi paterni che poi vendette.
- John Stewart (morto attorno al 1656), fu commendatario del Priorato di Coldingham
- Frederick Stewart (forse 1594)
- Henry Stewart (forse 1594)
- Elizabeth Stewart (1590)
- Helen Stewart
- Jean Stewart (morta dopo il 1624)
- Margaret Stewart